# Museum für Naturkunde (Berlin)

Museum für Naturkunde (Berlin) er Tysklands største naturhistoriske museum med en samling på over 25 millioner genstande. Siden 2009 har museet været drevet som en fond.

## Samlinger

### Dinosaursamlingen
Udstillingens motto er "Evolution in Aktion". Dinosaursamlingen rummer museets mest berømte genstande: Et skelet af en Giraffatitan brancai (hvis tidligere navn var Brachiosaurus brancai). Denne giraftitans skelet er verdens største komplette skeletter af en dinosaurus. Skelettet blev fundet under en ekspedition til kolonien Tysk Østafrika (som i dag er Tanzania). Ekspedition fandt sted i året 1906. Under en oprydning mellem 2005 og 2007 blev skelettets struktur ændret; så skelettet nu fremstår i henhold til den seneste videnskabelige viden.
Derudover er der i den såkaldte "Saurierhalle" eller "Saurierwelt" er der yderligere 30 skeletter af andre uddøde kæmpeøgler. Museet udstiller også et skelet af en Kentrosaurus aethiopicus. Kentrurosaurus-skelettet er afbilledet på et af DDR's frimærker.
Museet har også et eksemplar af Archaeopteryx lithographica (Berliner-eksemplaret), som er af særlig god kvalitet; (selvom der kun vises en afstøbning af fossilet på selve udstillingen). Berliner-eksemplaret blev også gengivet på et frimærke.

### Øvrige samlinger
Museets samling indeholder cirka 130.000 udstoppede fugle, hvilket repræsenterer 90 % af alle kendte fuglearter. I alt er der 200.000 objekter i samlingen af udstoppede fugle.
Nass-Sammlung rummer 30 millioner genstande; foruden er en udstilling om Evolution in Aktion.

## Museets historie
Museet blev grundlag i 1810 og blev i maj 1945 en del af den sovjetiske sektor. Museum für Naturkunde var det første museum i Berlin, som åbnede efter anden verdenskrig; den 16. september 1945 åbnede museet for publikum. I perioden 1967–74 udstillede museet cubanske koraller.

Museet var indtil 2009 en del af Humboldt-Universität zu Berlin.